# Austrarcturella galathea
Austrarcturella galathea är en kräftdjursart som beskrevs av Gary C.B. Poore och Bardsley 1992. Austrarcturella galathea ingår i släktet Austrarcturella och familjen Austrarcturellidae.
Artens utbredningsområde är havet kring Nya Zeeland. Inga underarter finns listade i Catalogue of Life.